# Adria-gázvezeték

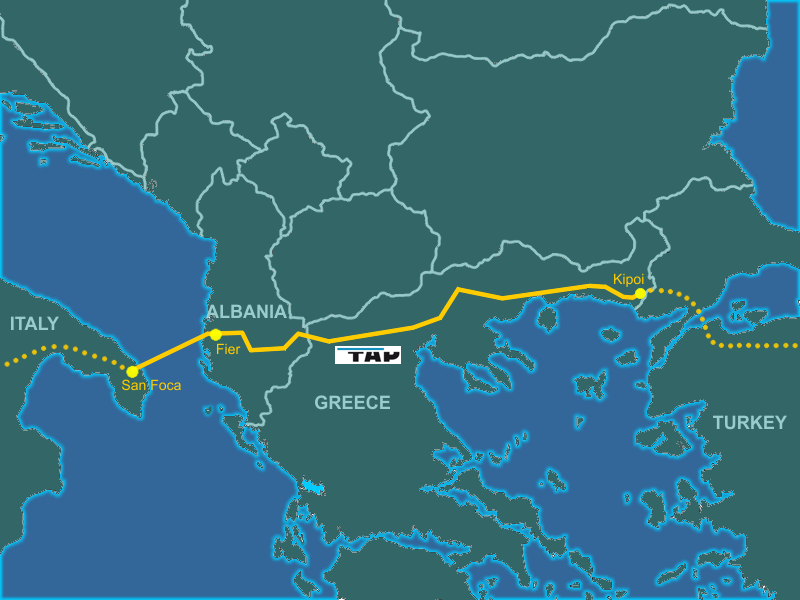
A TAP tervezett nyomvonala

Az Adria-gázvezeték (angolul Trans Adriatic Pipeline, TAP)
tervezett földgázvezeték, amely Görögországból Albánián és az Adriai-tengeren keresztül Olaszországba szállítana földgázt. A vezeték az orosz Gazprom és az olasz Eni vállalat által tervezett Déli Áramlat, valamint a görög DEPA és az olasz Edison tervezte Görögország–Olaszország-gázvezeték vetélytársa.
A gázvezeték ötletét 2003-ban jelentette be a svájci EGL Group energetikai vállalat. A megvalósíthatósági tanulmányok 2006 márciusára készültek el, amelyek egy északi és egy déli nyomvonal koncepcióját tartalmazzák. Az északi nyomvonal  Bulgárián, Macedónián és Albánia északi részén érné el a tengert, míg a déli Görögországon és Albánia déli részén keresztül vezetne az Adriai-tengerig, majd onnan a tenger alatt Olaszországig. A megvalósíthatósági tanulmányok a déli nyomvonalat javasolták. 2007 márciusára az előzetes műszaki tervek is elkészültek, 2008. február 13-án az EGL Group és a norvég StatoilHydro vállalatok szerződést kötöttek a vezetéket építő és működtető közös vállalat létrehozásáról.
A vezeték teljes hossza 520 km lesz, ebből 90 km-nyi szakasz az albániai Vlora és az olaszországi Lecce között a tenger alatt fog vezetni. A tervezett kezdeti szállítási kapacitása 10 milliárd m³ lesz évente, amelyet később évi 20 milliárd m³-re növelnek. A vezetéken Oroszországból, a Közel-Keletről és a Kaszpi-térségből származó földgázt fognak szállítani Dél-Európába, de tervezik a kapcsolódást a készülő délkelet-európai vezeték-rendszerekhez is. A StatoilHydro lehetségesnek tartja az azeri Şah Deniz-gázmezőről származó földgáz Európába szállítását is az Adria-vezetéken keresztül. Az EGL Group pedig 2007. június 4-én az iráni állami földgáz-exportért felelős vállalattal kötött 25 évre szóló szerződést évi 5,5 milliárd m³ földgáz Európába szállításáról, amely szintén az Adria-vezetéken keresztül fog megvalósulni.
A végső befektetési döntés 2009 végén születik és a vezeték 2012 körül kezdhet el működni.